# Vaddeswaram
Vaddeswaram là một thị trấn census town thuộc huyện Guntur, bang Andhra Pradesh, Ấn Độ. It is located at a distance of 5 km (3,1 mi) from Krishna River, in Tadepalle mandal of Guntur revenue division.